# El Paso (Spanje)
El Paso is een gemeente in de Spaanse provincie Santa Cruz de Tenerife in de regio Canarische Eilanden met een oppervlakte van 136 km². El Paso telt 7.457 inwoners (1 januari 2016). De gemeente ligt op het eiland La Palma.

## Demografische ontwikkeling
Bron: INE, 1857-2011: volkstellingen
Barlovento · Breña Alta · Breña Baja · Fuencaliente de La Palma · Garafía · Los Llanos de Aridane · El Paso · Puntagorda · Puntallana · San Andrés y Sauces · Santa Cruz de La Palma · Tazacorte · Tijarafe · Villa de Mazo